# 塔石瑶族水族乡
塔石瑶族水族乡是中华人民共和国贵州省黔东南苗族侗族自治州榕江县下辖的一个民族乡。

## 行政区划
塔石瑶族水族乡下辖以下村级行政区划单位：
塔石村、党相村、宰勇村、怎东村、同流村、乔央村、党细村、党调村和怎贝村。

## 中国传统村落
2013年8月，怎东村瑶寨被评为第二批中国传统村落。